# 아널드 토인비

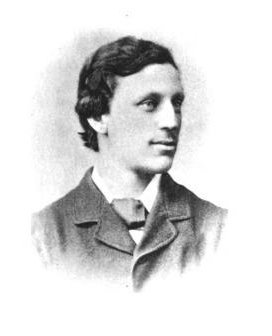

아널드 토인비(Arnold Toynbee, 1852년 8월 23일 ~ 1883년 3월 9일)는 아널드 J. 토인비의 백부이며 경제학자이다.

## 같이 보기
- 산업 혁명